# Евфимий (Кереселидзе)
Евфимий Исповедник (груз. ექვთიმე აღმსარებელი, в миру Евстафий Соломонович Кереселидзе, груз. ევსტათე სოლომონის ძე კერესელიძე; 1865, деревня Самели — 1944, Зедазени) — грузинский монах-аскет и учёный.
Причислен к лику святых Грузинской православной церкви в 2003 году, преподобноисповедник.

## Биография
Родился в деревне Самели, район Рача в 1865 году у благочестивых супругов Соломона и Марты Кереселидзе. При рождении его назвали Евстатом. После окончания церковно-приходской школы пятнадцатилетний Евстат отправился в Кутаиси, потом в Тбилиси в поисках работы.
Вместе с ещё одним благочестивым юношей Евстат организовал в Тбилиси нечто вроде богословского книжного клуба. Главной целью их начинания было стремление лучше понять древние церковные распевы и распространение знаний об этой древней церковной традиции среди широкой публики, а также укрепление православной веры среди грузинского народа.
В 1890-х годах при активной помощи праведного Илии кружок приобрёл печатные станки. В последующие 25 лет члены кружка с ревностью издавали богословские тексты и бесплатно распространяли их в народе. Через некоторое время Евстат решил принять тяжёлое бремя монашества, к которому он готовил себя с юности. Его духовный отец преподобный Алексий (Шушания) одобрил его решение.
В 1912 году по благословению епископа Имеретинского Георгия (Аладашвили) Евстат начал подвизаться в качестве послушника в монастыре Гелати.
23 декабря 1912 года он был пострижен в монашество игуменом Анфимом с именем Евфимий — в честь святого Евфимия Афонского. В мае 1913 года он был рукоположён в иеродиакона, в 1917 году — в священнический сан тем же епископом Георгием.
В 1921 году коммунисты захватили власть в Кутаиси. Они посчитали преподобного неблагонадёжным и арестовали его. Освобождён за недостаточностью улик. В это безбожное время для клириков и монахов монастыря Гелати каждый день проходил в ожидании поругания и притеснений. Но, несмотря ни на что, отец Евфимий продолжал свои труды по собиранию древних песнопений. Им было найдено свыше сотни древних песнопений для последующей публикации в западной нотной транскрипции.
В 1924 году коммунисты разрушили собор царя Давида Строителя в Кутаиси, расстреляли митрополита Кутаисского Назария и служивших с ним клириков — преследования верующих ужесточились.
Отец Евфимий решил покинуть монастырь Гелати и, взяв с собой рукописи, с которыми он работал, отправился в более безопасное место. Тогда на дороге, ведшей из Кутаиси в Тбилиси, были убиты тысячи путешественников, но отец Евфимий успешно добрался до Мцхеты и привёз целую повозку рукописей. Манускрипты были помещены на хранение в собор Светицховели, а отец Евфимий назначен настоятелем этого храма. В это смутное время отец Евфимий продолжал свою работу по изучению древних рукописей и переводу песнопений с древней невменной нотации в современную нотную. При этом преподобный нёс служение духовника монахинь монастыря Самтавро, расположенного недалеко от Светицховели.
В 1929 году отец Евфимий был переведён в монастырь Зедазени за пределами Мцхеты. Он перевёз древние рукописи в свой новый дом, вложил их в металлические футляры и закопал в землю. Шесть лет спустя, в ноябре 1935 года, он передал тридцать четыре сборника, включающие 5532 песнопения и несколько богословских рукописей, в Грузинский национальный музей.
Во время Второй мировой войны жизнь в грузинских монастырях была особенно трудной. Однажды настоятель монастыря Зедазени архимандрит Михаил (Мандария), отправившийся в Сагурамо за провизией для монастыря, не успел вернуться до наступления комендантского часа и был застрелен коммунистами. Немного позже молодого монаха монастыря, Парфения (Артсиаури), арестовали по ложному обвинению, а старец Савва (Пулариани) преставился. Так отец Евфимий остался единственным монахом в монастыре. Его духовные дети, монахини монастыря Самтавро, заботились о нём, уже старике.
Зимой 1944 года монахиня Зоиль (Двалишвили) и несколько сестёр направились в Зедазени, чтобы навестить старца. Они нашли его лежащим в изнеможении на кровати. Спустя некоторое время преподобный предал свою душу в руки Господа. Отец Евфимий был похоронен во дворе монастыря Зедазени, недалеко от алтаря.
Преподобный Евфимий был монахом-аскетом и учёным, который непрестанно молился, с самой юности был образцом целомудрия, смирения и терпения. Древняя школа грузинских распевов во многом сохранилась благодаря трудам игумена Евфимия.
Часть его богатой библиотеки была перевезена в Самтавро. Некоторые из рукописей, собственноручно им написанные, — перевод древних напевов в нотолинейную нотацию, до сих пор находятся там.

## Канонизация
18 сентября 2003 года Священный синод Грузинской православной церкви причислил игумена Евфимия (Кереселидзе) к лику святых. Синод постановил наименовать святого «преподобный Евфимий Исповедник», подчёркивая его исповедание веры, а также ведущую роль в сохранении великого наследия грузинского богослужебного пения.